# Pelargoderus niger
Pelargoderus niger là một loài bọ cánh cứng trong họ Cerambycidae.